# Dianne Fromholtz
Dianne Lee Fromholtz (née le 10 août 1956 à Albury) est une joueuse de tennis australienne, professionnelle de 1973 à 1990. Elle est aussi connue sous son nom de femme mariée, Dianne Balestrat.
Comptant parmi les meilleures mondiales de son époque à la fois en simple et en double, elle a notamment remporté l'Open d'Australie en 1977 en double dames (édition de janvier) aux côtés d'Helen Gourlay. Contre Kerry Melville Reid, à l'occasion du même tournoi, elle s'est inclinée en finale du simple.
En 1974, elle a fait partie de l'équipe australienne victorieuse en finale contre les États-Unis.
Elle a été l'une des rares joueuses à battre au moins une fois lors de sa carrière les trois championnes Billie Jean King, Chris Evert et Martina Navratilova.